# Mónaco en los Juegos Olímpicos de Sochi 2014
Mónaco estuvo representado en los Juegos Olímpicos de Sochi 2014 por cinco deportistas, cuatro hombres y una mujer, que compitieron en dos deportes.
El portador de la bandera en la ceremonia de apertura fue el esquiador alpino Olivier Jenot. El equipo olímpico monegasco no obtuvo ninguna medalla en estos Juegos.